# Hephaestus epirrhinos
Hephaestus epirrhinos é uma espécie de peixe da família Terapontidae.
É endémica da Austrália.